# Emmanuel Itier
Pour les articles homonymes, voir Itier.
Emmanuel Itier est un producteur, acteur, réalisateur et scénariste français, né le 17 avril 1967 à Talence (Gironde) en France.

## Biographie
Emmanuel Itier grandit en France, puis en Nouvelle-Calédonie. Il obtient son baccalauréat à Nice à la fin des années 1980. Il rencontre en 1986 une Américaine, se marie avec elle en 1988, et déménage aux États-Unis à la fin des années 1980. Ils restent ensemble pendant 10 ans, puis Emmanuel Itier se remarie en 2002 avec Bahar Roxanna Bina. Ils résident à Santa Barbara, dans le sud de la Californie. Il est un ami intime de l’actrice Sharon Stone, elle est la marraine de ses enfants.

## Carrière
Emmanuel Itier réalise les films Tell Me No Lies, Scarecrow, The Invocation (avec Deepak Chopra, Desmond Tutu et le Dalaï-lama) et Femmes des Bermudes. Il a également produit Wildflowers et le slayer Scarecrow. Emmanuel Itier est coproducteur et consultant en financement dans Johnny Mnemonic, Another 9 1/2 Weeks, Shattered Image, The Dentist et Progeny.
Emmanuel Itier est également journaliste musical et cinématographique pour des magazines de rock, des réseaux de télévision français et Internet pendant plus de vingt ans. Emmanuel Itier est acheteur pour diverses sociétés de distribution de films français depuis une quinzaine d’années. Il siège au conseil d'administration du Festival international du film de Santa Barbara et il écrit de la poésie. Il est également très impliqué dans les associations caritatives et le monde politique à travers son implication auprès des francs-maçons.

## Engagement militant
Emmanuel Itier est également producteur et réalisateur de documentaires humanitaires (www.Wonderlandentgroup.com). En 2012 sort The Invocation, produit par lui et avec une narration de l’actrice et militante pour la paix Sharon Stone. De nombreux lauréats du prix Nobel de la paix, tels que le Dalaï-lama et Desmond Tutu, sont présentés dans ce documentaire primé à plusieurs reprises.
Emmanuel Itier fait partie de nombreuses organisations pour la paix, telles que : l’Association pour les Nations Unies, le Conseil Mondial de la Sagesse, le Rotary Club, le Monaco Better World Forum et le Darfur Women Action Group.
Emmanuel Itier crée plusieurs autres documentaires humanitaires : FEMME: Women Healing the World (2013), Shamanic Trekker (2017), The Cure (2018), We The People (2019) et il vient de terminer son sixième long métrage documentaire : Guns, Bombs & War: A Love Story. Ces films ont reçu plusieurs prix humanitaires.

## Engagement politique
Partageant sa vie entre la France et les États-Unis depuis son arrivée en Californie en 1988, Emmanuel Itier décide de mettre de côté ses projets cinématographiques pour s’engager dans la politique en France. En 2019, il forme un nouveau mouvement politique appelé « La Victoire Française » et il souhaite proposer une voie différente de celle des partis traditionnels. Il annonce vouloir redonner la parole aux Français et non se poser en « monarque de l’Élysée, éloigné des réalités de la population ». Ses slogans sont « Unis et forts, nous bâtissons demain » ou encore « Moi le peuple, nous le président ». En juin 2021, il annonce son souhait de se présenter comme candidat à l’élection présidentielle de 2022, bien qu’il ne possède aucune expérience politique. Il établit son programme, et fixe son quartier général à Autun (Saône-et-Loire) et entreprend de convaincre 500 élus de le parrainer.
Fin décembre 2021, confronté au véritable « parcours du combattant » que constitue l’obtention des 500 signatures requises, Emmanuel Itier décide d’arrêter sa campagne car après une année d’efforts il a obtenu moins de 200 promesses de signatures. Il déclare soutenir un autre « petit candidat » plus connu, Jean Lassalle, du parti Résistons!. Pour l'après présidentielle, il envisage de se présenter aux élections législatives dans la Première circonscription des Français établis hors de France (États-Unis et Canada), en raison de sa bonne « connaissance des problématiques que rencontrent les Français expatriés. ».
Après avoir obtenu l’investiture du parti de Jean Lassalle, Résistons!, Emmanuel Itier tente de se faire élire député, lors des élections législatives de 2022 dans la Première circonscription des Français établis hors de France qui correspond à l'Amérique du Nord,,.

## Filmographie

### Réalisateur
- 2002 : Scarecrow (l'épouvantail)[14].
- 2002 : Tell Me No Lies[15]
- 2009 : The Invocation[16]
- 2012 : Femme[16]
- 2013 : Attila[14]
- 2013 : FEMME - Women healing the World[15]
- 2020 : Guns, Bombs & War: A Love Story[16]

### Acteur
- 2002 : Scarecrow (l'épouvantail) : Mr. Dufourq[15]
- 2013 : Attila : Yorn[16]
- 2013 : FEMME - Women healing the World
- 2017 : Clawed : Posse Member #6[15]

### Scénariste
- 2002 : Scarecrow (l'épouvantail)[14]
- 2009 : The Invocation[15]
- 2013 : Attila[14]
- 2013 : Femme[15]
- 2020 : Guns, Bombs & War: A Love Story[16]

### Producteur
- 2000 : Wildflower
- 2000 : Star Struck[15]
- 2002 : Scarecrow (l'épouvantail)[14]
- 2003 : Scarecrow, la résurrection[15]
- 2009 : The Invocation[15]
- 2018 : Citizen Animal - A Small Family's Quest for Animal Rights
- 2020 : Guns, Bombs & War: A Love Story[16]